# Joe Clarke
Joseph (Joe) Clarke (Stoke-on-Trent 3 november 1992) is een Brits kanovaardster gespecialiseerd in slalom. 
Clarke won tijdens de Olympische Zomerspelen 2016 in het Braziliaanse Rio de Janeiro de gouden medaille in de K-1. In 2018 werd Clarke wederom in Rio de Janeiro wereldkampioen met de Britse K-1 ploeg.

## Belangrijkste resultaten

### Olympische Zomerspelen
| Editie | Plaats         | Resultaten |
| ------ | -------------- | ---------- |
| 2016   | Rio de Janeiro | K-1 Slalom |

### Wereldkampioenschappen kanoslalom
| Jaar | Plaats          | Resultaten                        |
| ---- | --------------- | --------------------------------- |
| 2013 | Praag           | 6e K-1 Slalom 5e K-1 Slalom team  |
| 2014 | Deep Creek Lake | 36e K-1 Slalom · K-1 Slalom team  |
| 2015 | Londen          | 38e K-1 Slalom · K-1 Slalom team  |
| 2017 | Pau             | 6e K-1 Slalom 11e K-1 Slalom team |
| 2018 | Rio de Janeiro  | 5e K-1 Slalom · K-1 Slalom team   |
| 2019 | La Seu d'Urgell | 5e K-1 Slalom 9e K-1 Slalom team  |

1972: Siegbert Horn ·
1992: Pierpaolo Ferrazzi ·
1996: Oliver Fix ·
2000: Thomas Schmidt ·
2004: Benoît Peschier ·
2008: Alexander Grimm ·
2012: Daniele Molmenti ·
2016: Joe Clarke ·
2020: Jiří Prskavec ·
2024: Giovanni De Gennaro